# QR Code
QR-kode er en form for todimensionel "streg"-kode – også kaldet en matrix-kode, som blev udviklet i 1994 af den japanske virksomhed Denso-Wave. "QR" er et akronym for quick response (engelsk for "hurtigt svar"), hvilket afspejler den oprindelige intention om at gøre QR-koder nemme og hurtige at aflæse.
Koden er "fri" i den henseende, at Denso-Wave har frigivet specifikationen bag systemet, og ikke agter at håndhæve deres patent-rettigheder over det. Til gengæld forlanges det, at alle, som benytter systemet, akkrediterer virksomheden med teksten "QR code is trademarked by Denso Wave, inc."
Den oprindelige idé bag stregkoderne var, at de skulle bruges i produktionen af biler, hvor komponenterne til bilerne blev forsynet med disse stregkoder, så robotter m.v. automatisk kunne genkende dem. Efterhånden har det fået en bred anvendelse udenfor bilfabrikkerne og bruges til en lang række andre formål: Postadresser, URL'er til websider, telefonnumre, e-mail-adresser og lignende i aviser, tidsskrifter, reklamer, på vejskilte, på visitkort og utallige andre steder. Man kan endda få programmer til mobiltelefoner med indbygget kamera, der sætter telefonen i stand til at aflæse såvel QR Code, såvel som andre stregkode-standarder; på den måde kan sådanne telefoner hurtigt aflæse eksempelvis kontaktinformation fra et visitkort, og gemme den i hukommelsen til senere brug.

## Kapacitet og fejlkorrektion
Stregkoderne i QR Code-systemet kan laves i forskellige størrelser, afhængig af hvor meget information, der skal repræsenteres; de største af dem kan rumme enten 7089 cifre, 4296 latinske bogstaver, 2953 bytes, eller 1817 kanji/kana-tegn.
QR Code benytter såkaldt Reed-Solomon-fejlkorrektion til at gøre systemet robust overfor fejl i aflæsningen, beskadigede eller tilsmudsede stregkoder og lignende: Der opereres med fire forskellige niveauer, som kan genskabe de rigtige informationer, selvom større eller mindre dele af koden ikke kan læses korrekt: Niveau L kan genskabe 7%, niveau M 15%, niveau Q 25%, og for niveau H 30%.
Denne fejlkorrektion har ført til skabelsen af QR Code-stregkoder med tilsigtede "fejl" i form af små billeder, logoer eller andet inde midt i mønsteret af sorte og hvide kvadrater: For det menneskelige øje "bryder" sådanne billeder helt tydelig stregkodemønstret, men koden kan stadig læses korrekt uden besvær.
- Version 1 (21×21). Indhold: "Ver1"
- Version 40 (177×177). Indhold: "Version 40 QR Code can contain up to 1852 chars. ..." (total 1,264 karakterer/ASCII tekst [fra en tidligere version af denne Wikipedia artikel på engelsk])
- QR-Code: I Love You
- QR Code med 'indbygget' billede

## Generering af QR kode
Flere steder på internettet kan man gratis lave sin egen QR kode. Disse services går under navnet: "QR Generators".
Services som disse giver mulighed for simpelt at programmere/danne sin egen QR kode med følgende funktioner:
- Link til hjemmeside
- E-mail meddelelse
- Telefonnummer
- SMS Besked
- MMS Besked
- Geografisk placering
- Kontaktinformation

Efterfølgende kan koderne så skannes af smartphones, der læser QR koden og udfører en af de funktioner nævnt ovenfor.

Af mere avancerede QR generators findes unitag som bl.a. gør det muligt at sætte et personligt præg på QR koderne, ved give brugerne mulighed for at designe QR koden så den skiller sig ud fra de andre sort/hvide QR koder.
Der er mange forskellige designmuligheder, f.eks. farveændring, afrundede hjørner, indsættelse af logo osv.

## Eksterne links
- Wikimedia Commons har flere filer relateret til QR Code
- Denso-Waves egen side om QR Code